# Paul Emmanuel Peraire
Paul Emmanuel Peraire, né le 12 septembre 1829 à Bordeaux, mort à Paris le 21 janvier 1893, est un peintre français.

## Biographie
Paul Emmanuel Peraire nait à Bordeaux dans une famille d'agents de change d'origine juive portugaise. Son grand-père Abraham s'y est installé après la révolution de Saint-Domingue.  Il est le fils de David Peraire, agent de change, époux d'Aimée Lange. Après avoir assumé pendant des années la tradition familiale, à la suite de sa condamnation en 1859 dans l'affaire dite des coulissiers il se consacre uniquement à la peinture et expose à partir de 1866 au Salon des artistes français.
Il y présente chaque année ses tableaux jusqu'à son décès.
Il épouse à Montmartre le 25 avril 1857 Marie Jeanne Hortense Bailleul dont il a trois enfants.
Ses premières toiles de grand format sont d'une facture classique, puis sa touche s'épaissit et sa palette s'assombrit et, surtout dans des formats plus petits sur panneau de bois, son style le rattache à l'École de Barbizon et rappelle beaucoup Daubigny.
Il meurt à Paris en 1893 à son domicile 46 rue Lepic.(atelier repris par Charles Camoin)
La vente de l'atelier a lieu à l'hôtel Drouot le 23 mars 1893, salle 1.

## Collections publiques

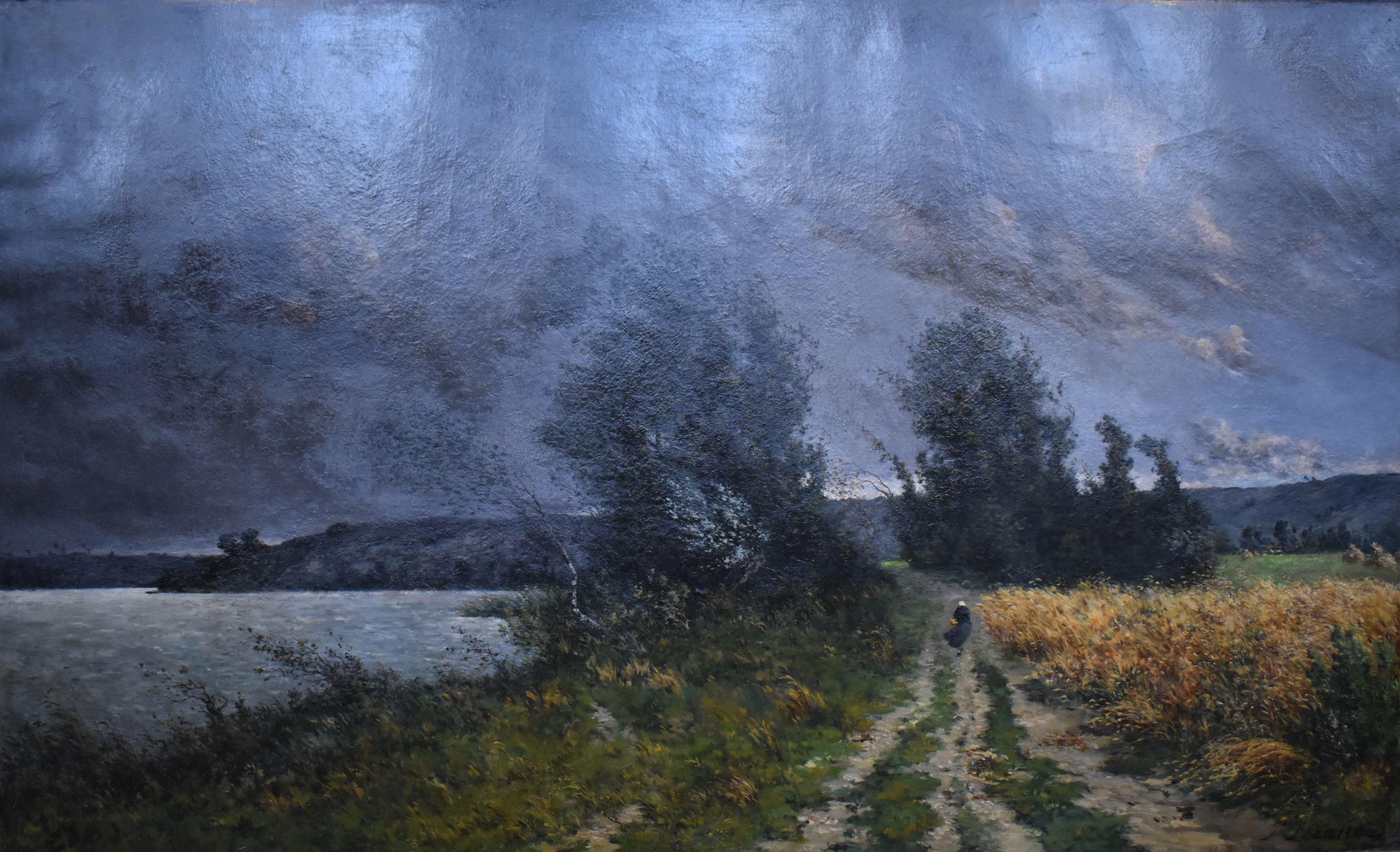
Un coup de vent, 1892, musée Salies.

- Un coup de vent, 1892, musée Salies.Bordeaux Le Moulin des Andelys, achat de l'État au salon de 1879 no 2362[6](dépôt au musée des beaux-arts de Bordeaux )[7]
- Bagnères-de-Bigorre, musée Salies, Un coup de vent (1892)[8].

## Œuvres référencées
- 1866 - Salon des artistes français L'Île de Croissy à Bougival[9]
- 1875 - Salon des artistes français no 1612 Sur la butte Montmartre, no 1613 La villa au père Macou à Bondy [10]
- 1880 - Salon des artistes français no 2939 La Seine à Saint-Denis[11] (médaille de 3e cl).
- 1882 - Salon des arts décoratifs La Saison dorée[12]
- 1882 - Vienne (Autriche) exposition internationale du 1eravril au 15 septembre L'Étang à Mortefontaine[13],[14]
- 1885 - Salon des artistes français Terrains blancs à Saint-Ouen[15]
- 1889 - Salon des artistes français L'Étang du grand veneur[16]